# 雁 (小説)
『雁』（がん）は、森鷗外の小説である。文芸雑誌『スバル』にて、1911年9月から1913年5月にかけて連載された。1915年5月刊行。

## あらすじ
1880年（明治13年）高利貸し末造の妾・お玉が、医学を学ぶ大学生の岡田に慕情を抱き、末造の来ない日に一人で家にいるようにして、散歩に来る岡田を待つ。ところが、いつも一人で散歩していた岡田は、その日の下宿の夕食が偶然、語り手の「僕」が嫌いなサバの味噌煮だったため、「僕」とともに散歩に出た。途中不忍池で、たまたま投げた石が雁に当たって死んでしまう。かれらは無縁坂の中途にあるお玉の家の前を通ったが、岡田が一人ではなかったので、お玉は結局その想いを伝える事が出来ないまま岡田は洋行する。
不運にも命を落とす雁になぞらえ、女性のはかない心理描写を描いた作品である。ただしそれを、岡田の友人が語り手となって書いており、かれらがその当時は知りえないような、お玉と末造とのなれそめ、末造と妻との諍いなども描かれている。これは、語り手がその後お玉と知る機会を得て、状況を合わせ鏡のように知ったのだと、語り手の「僕」は作中で弁解している。

## 映像作品

### 映画
- 『雁』(大映)
  - 1953年版 - 監督：豊田四郎、脚本：成沢昌茂、音楽：團伊玖磨、出演：高峰秀子（お玉役）、芥川比呂志（岡田役）、宇野重吉（木村役）、東野英治郎（末造役）、浦辺粂子（お常役）、飯田蝶子（おさん役）、小田切みき（女中・お梅役）、三宅邦子（お貞役）、田中栄三（お玉の父・善吉役）
- 『雁』(大映)
  - 1966年版 - 監督：池広一夫、脚本：成沢昌茂、出演：若尾文子、山本学、姿美千子、小沢栄太郎、山岡久乃、水戸光子、井川比佐志

## テレビドラマ
- 1959年版
  - KR（現・TBS）系、脚本：小幡欣治、出演：森光子、山内明、御橋公、小田切みき。『サンヨーテレビ劇場』（三洋電機一社提供）で放送。
  - NET（現・テレビ朝日）系、出演：岩井半四郎、八波むと志、藤乃高子、小桜京子。『岩井半四郎ショー』で放送。
- 1962年版 - NHK、脚本：尾崎甫、出演：小林千登勢、大町文夫、巌金四郎、石濱朗、菅井きん
- 1963年版 - MBS系、出演：不明。『南海水曜劇場』（南海電鉄一社提供）で放送。
- 1974年版 - NET系、監督：河野寿一、脚本：成沢昌茂、出演：十朱幸代、岡田裕介、桑山正一、浜村純。水曜21:00時代劇『女・その愛のシリーズ』で放送。
- 1993年版 - テレビ東京系、脚本：金子成人、演出：久世光彦、出演：田中裕子、長谷川和彦、石橋保、吉行和子、中野英雄、木田三千雄、櫻井淳子、でんでん、柴田理恵、ナレーション：加藤治子。月曜21:00ドラマ『日本名作ドラマ』（第1期）で放送（第1作目）。

※第31回ギャラクシー賞奨励賞受賞
- 1994年版 - フジテレビ系、演出：片岡K、出演：桜金造、井出薫、袴田吉彦